# Kuatae
Kuatae is een bestuurslaag in het regentschap Timor Tengah Selatan van de provincie Oost-Nusa Tenggara, Indonesië. Kuatae telt 1255 inwoners (volkstelling 2010).